# 하산 카마라
하산 카마라(프랑스어: Hassane Kamara, 1994년 3월 5일 ~ )는 세리에 A의 우디네세에서 수비수로 활약하고 있는 코트디부아르의 축구 선수이다. 프랑스 출신으로 코트디부아르 국가대표팀에서 뛰고 있다.

## 구단 경력

### 샤토루
카마라는 샤토루의 유소년팀 출신이다. 그는 2014년 4월 4일, 클레르몽과의 경기에서 리그 2 데뷔 전을 치렀다. 2014년 5월 2일, 그는 라발루아와의 경기에서 첫 리그 골을 넣었다.

### 랭스
2015년 8월, 카마라는 파리 FC로 임대 이적하기 전에 랭스와 계약을 맺었다. 그는 랭스의 2017-18년 리그 2 우승을 도왔고, 2018-19 시즌 리그 1 승격을 달성했다.

### 니스
2020년 6월 26일, 카마라는 니스와 4백만 유로의 비공개 이적료에 계약했다.

### 왓퍼드
2022년 1월 4일, 카마라는 잉글랜드 클럽 왓퍼드와 2025년 6월까지 계약을 맺었다. 그는 리그 선두 맨체스터 시티와의 경기에서 5-1로 패한 후 왓퍼드의 첫 골을 넣었다. 2022년 5월 7일, 로이 호지슨 감독이 셀허스트 파크로 복귀한 경기에서 카마라는 전반전 핸드볼로 인해 페널티킥을 내준 후 옐로카드 두 장에 의해 퇴장당했다. 그의 팀은 크리스털 팰리스와의 경기에서 1-0으로 패하며 프리미어리그에서 네 번째로 강등되었다.

### 우디네세
2022년 8월 23일, 카마라는 세리에 A의 우디네세로 비공개 이적료에 2022-23년 시즌 왓퍼드로 임대 이적하였다.

## 국가대표팀 경력
카마라는 프랑스, 말리, 감비아, 코트디부아르 국적을 가지고 있다. 그는 2017년 3월 감비아 국가대표팀 소집을 거부했다. 그는 2021년 6월 5일 부르키나파소와의 친선 경기에서 코트디부아르 국가대표팀 데뷔 전을 치렀다.

## 수상
랭스 
- 리그 2: 2017–18